# Андрияшевка (Житомирская область)
Андрияшевка (укр. Андріяшівка) — село на Украине, находится в Бердичевском районе Житомирской области.
Код КОАТУУ — 1820880201. Население по переписи 2001 года составляет 627 человек. Почтовый индекс — 13364. Телефонный код — 4143. Занимает площадь 1,822 км².

## Адрес местного совета
13364, Житомирская область, Бердичевский р-н, с.Андрияшевка, ул. Садовая, 10